# جامعة البيروني (تركيا)
جامعة البيروني (بالتركية: Biruni Üniversitesi)‏، هي جامعة وقفية تأسست في مدينة اسطنبول في العام 2014 من قبل مؤسسة التعليم العالمي. أخذت الجامعة اسمها من العالم بيروني وتقوم بالتدريس بكل من اللغة التركية والإنجليزية .
توجد ثلاثة مبانٍ و تسمى: مبنى بيروني في المقدمة ، ومبنى ريحان والمكتبة في الخلف. ومستشفى طب الأسنان بجامعة بيروني ملحق بمبنى البيروني و يقع المستشفى الجامعي في كوتشوك تشكمجة .

#### رؤية وهدف جامعة البيروني:
تسعى جامعة البيروني إلى أن يكون لها دور فعال وهام في المجال الطبي وذلك من خلال العمل على تطوير البحوث العلمية في مجال العلوم الصحية لتصبح مركز جذب للدارسين والباحثين في المجالات الطبية على المستوى المحلي والعالمي حيث ان الجامعة استمدت اسمها من العالم الكبير أبو الريحان البيروني الذي برع  في العديد من المجالات الطبية منها وغير الطبية كالفلك والرياضيات والفيزياء والتاريخ وذلك اقتداء بالعديد من المؤسسات والمنظمات التي أطلقت اسم العالم الجليل على العديد من الاختراعات والاكتشافات تخليدا لانجازاته.

## الوحدات الأكاديمية
هناك 6 كليات ومعهد واحد ومدرسة مهنية واحدة داخل الجامعة.

### الكليات
- كلية طب الاسنان
- كلية الصيدلة
- كلية التربية
- كلية الهندسة والعلوم الطبيعية
- كلية العلوم الصحية
- كلية الطب البشري

### معاهد الدراسات العليا
- معهد الدراسات العليا في التربية

### المدارس المهنية
- المدرسة المهنية للخدمات الصحية

## التسجيل في جامعة البيروني
يلزم تحضير الاوراق التالية من أجل الحصول على القبول في جامعة البيروني:
بوابة التسجيل الاكتروني
1. صور شخصية
2. نسخة مترجمة عن الشهادة الثانوية بمعدل لا يقل عن 60%.
3. صورة عن جواز السفر مترجمة للغتين الإنجليزية والتركية.
4. في حال رغبة الطالب بالدراسة باللغة الانكليزية يلزم شهادة اتقان اللغة الانجليزية.
5. أما في حال رغبة الطالب بالدراسة باللغة التركية يلزم شهادة اتقان للغة التركية بمستوى لا يقل عن C1.
6. بريد الكتروني ليتم من خلاله التواصل مع الجامعة.
7. صورة شخصية.[6]

## روابط خارجية
- الموقع الرسمي لجامعة بيروني نسخة محفوظة 2022-03-09 على موقع واي باك مشين.
- رابط التسجيل الاكتروني (بالتركية)

## مصدر
1. ↑  "Kurucu Vakıf - Biruni Üniversitesi". www.biruni.edu.tr. مؤرشف من الأصل في 2 Mart 2022. اطلع عليه بتاريخ 10 Mart 2022. {{استشهاد ويب}}: تحقق من التاريخ في: |تاريخ الوصول= و|تاريخ أرشيف= (مساعدة)
2. ↑  "Arşivlenmiş kopya". مؤرشف من الأصل في 9 Mart 2022. اطلع عليه بتاريخ 9 Mart 2022. {{استشهاد ويب}}: تحقق من التاريخ في: |تاريخ الوصول= و|تاريخ أرشيف= (مساعدة)
3. ↑  "Yabancı Diller Bölümü - Biruni Üniversitesi". www.biruni.edu.tr. مؤرشف من الأصل في 2 Mart 2022. اطلع عليه بتاريخ 12 Mart 2022. {{استشهاد ويب}}: تحقق من التاريخ في: |تاريخ الوصول= و|تاريخ أرشيف= (مساعدة)
4. ↑  "İletişim | Biruni Üniversite Hastanesi" (بtr-TR). 6 Eylül 2019. Archived from the original on 18 Mayıs 2021. Retrieved 15 Mart 2022. {{استشهاد ويب}}: تحقق من التاريخ في: |تاريخ الوصول=, |تاريخ=, and |تاريخ أرشيف= (help)صيانة الاستشهاد: لغة غير مدعومة (link)
5. ↑  "Yönetimsel Şema - Biruni Üniversitesi". www.biruni.edu.tr. مؤرشف من الأصل في 9 Mart 2022. اطلع عليه بتاريخ 12 Mart 2022. {{استشهاد ويب}}: تحقق من التاريخ في: |تاريخ الوصول= و|تاريخ أرشيف= (مساعدة)
6. ↑  "جامعة البيروني". www.turkeyuniversity.org. مؤرشف من الأصل في 2023-07-19. اطلع عليه بتاريخ 2023-07-25.